# Stefan Petersen

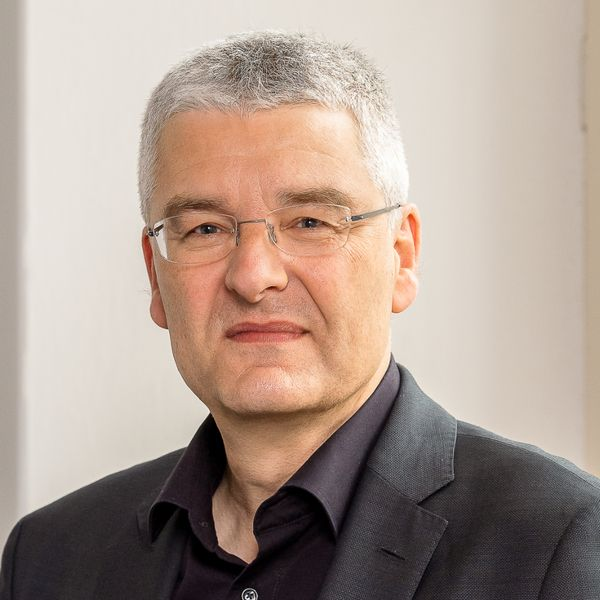
Stefan Petersen (2022)

Stefan Petersen (* 19. April 1965 in Flensburg) ist ein deutscher Historiker. Petersen wurde 2016 zum außerplanmäßigen Professor ernannt. Seit 2018 ist er wissenschaftlicher Mitarbeiter der Monumenta Germaniae Historica, 2018–2024 war er Stellvertreter ihrer Präsidentin Martina Hartmann.

## Leben und Wirken
Stefan Petersen studierte Geschichte, Germanistik und Historische Hilfswissenschaften an der Universität Göttingen. Seine akademischen Lehrer waren Hartmut Hoffmann, Matthias Thiel, Norbert Kamp und Rudolf Pokorny. Nach dem ersten Staatsexamen für das Lehramt an Gymnasien war er von 1996 bis 1998 Stipendiat des Göttinger Graduiertenkollegs „Kirche und Gesellschaft im Heiligen Römischen Reich des 15. und 16. Jahrhunderts“. In Göttingen wurde er 1998 mit einer von Wolfgang Petke angeregten und betreuten Arbeit promoviert. Im Wintersemester 1999/2000 und Sommersemester 2000 hatte er Lehraufträge am Seminar für Mittlere und Neuere Geschichte der Universität Göttingen. Von 2001 bis 2002 war er wissenschaftlicher Mitarbeiter am Max-Planck-Institut für Geschichte im Rahmen des Germania-Sacra-Projekts „Die Hildesheimer Bischofsreihe 1221–1504“. Von November 2002 bis August 2007 war er wissenschaftlicher Assistent (C 1) am Lehrstuhl für Fränkische Landesgeschichte der Julius-Maximilians-Universität Würzburg. Von 2007 bis 2009 war er Leiter des DFG-Projekts „Die Hohe Registratur des Lorenz Fries. Internetedition eines Kanzleirepertoriums des 16. Jahrhunderts“. Im Juli 2008 habilitierte er sich. Im Wintersemester 2011/12 und im Sommersemester 2012 hatte er Lehraufträge am Institut für Mittelalterliche Geschichte der Universität Marburg.
Im Wintersemester 2012/13 war er Wissenschaftlicher Mitarbeiter am Lehrstuhl für Mittelalterliche Geschichte bei Eva Schlotheuber an der Universität Düsseldorf. Petersen war von April 2013 bis September 2014 und von März bis Juli 2015 Akademischer Oberrat (Oberassistent) auf Zeit am Institut für Geschichte der Universität Würzburg. Er hatte Lehrstuhlvertretungen an der Universität Würzburg (Oktober 2011–September 2012) und an der Universität Eichstätt-Ingolstadt (Wintersemester 2014/15). Im Wintersemester 2014/15 hatte er einen Lehrauftrag an der Archivschule Marburg. Von Januar bis September 2016 war er Wissenschaftlicher Mitarbeiter am Institut für Bauforschung der TU Braunschweig im Projekt „Auswertung der archäologischen Grabungen im Hildesheimer Dom“. Im Mai 2016 wurde er zum außerplanmäßigen Professor ernannt. Von Oktober 2016 bis Juni 2018 war er Wissenschaftlicher Mitarbeiter an der Sächsischen Akademie der Wissenschaften zu Leipzig im Akademieprojekt „MGH Sachsenspiegelglossen“. Von 2018 bis 2024 war er Stellvertreter von Martina Hartmann, der Präsidentin der Monumenta Germaniae Historica.
Seine Forschungsschwerpunkte sind die Kirchliche Rechts-, Sozial-, Verfassungs- und Wirtschaftsgeschichte, das Verhältnis von Papsttum und Regionen, die Prämonstratenser im deutschsprachigen Raum, die Sozial- und Wirtschaftsgeschichte der Stadt, die Entstehung frühmoderner Staatlichkeit am Übergang vom Mittelalter zur Frühen Neuzeit, die Wissenschaftsgeschichte des 19. Jahrhunderts, die Historischen Grundwissenschaften (vor allem Diplomatik und allgemeine Editionstechnik) und die vergleichende Landesgeschichte.
In seiner Dissertation befasste er sich am Beispiel des Bistums Ratzeburg mit den 54 Deklarationen der Pfarrer über ihre Einkünfte aus dem Jahr 1319. Durch die Übersiedlung nach Avignon erhöhte sich der Finanzbedarf der Päpste. Petersen untersucht, auf welche Art und Weise der päpstliche Kollektor Jacobus de Rota von 1317 bis 1320 im Bistum Ratzeburg die von Papst Johannes XXII. geforderten Annaten, die Einkünfte der neuen Pfründeninhaber, einziehen wollte. Ratzeburg wählte Petersen aus, weil die Quellenüberlieferung mit Einkünftetaxierungen aus dem Jahre 1319 und zwei Benefizienregister von 1344/47 sowie 1485/86 „äußerst günstig“ ist. Dabei kam er zu neuen Einsichten zur Klerikerausbildung und zu den Pfründeneinkommen. Anhand einer diplomatischen Analyse der äußeren und inneren Merkmale der Taxierungen konnte er verdeutlichen, dass „infolge des Taxierungsbefehls des päpstlichen Kollektors [...] Mitte August 1319 eine sonst nicht nachweisbare Synode im Bistum Ratzeburg abgehalten wurde, auf der die meisten Pfründeninhaber ihre Einkünfte darlegten“. Bei diesen Einkünften konnte er zeigen, dass „die Erträge aus den Dotalhufen, welchen in karolingischer Zeit eine überragende Stellung als Garant eines Mindesteinkommens zugekommen war, im Spätmittelalter nur noch eine untergeordnete Rolle spielten; die Einkünfte aus den Oblationen machten auch für ländliche Pfarreien den wichtigsten Bestandteil am Jahreseinkommen aus“. Im Anhang der Arbeit findet sich eine Edition der Ratzeburger Taxen von 1319 (S. 177–232), des Benefizienregisters von 1344/47 (S. 233–244) sowie des Benefizienregisters von 1485/86 (S. 245–271). Außerdem befasste er sich mit der Schreibfähigkeit von Geistlichen im spätmittelalterlichen Bistum Ratzeburg. oder am Beispiel Ratzeburgs mit methodischen Problemen bei der Interpretation von Benefizienregistern.
Petersen gab zusammen mit Franz Fuchs, Ulrich Wagner und Walter Ziegler die Beiträge einer 2012 in Würzburg abgehaltenen Tagung zu Lorenz Fries heraus. Petersen befasste sich dabei mit dem Quellenwert der Hohen Registratur anhand der dort ausführlich geschilderten Schenkungen in Mergentheim an den Deutschen Orden 1219–1224.
Seine Habilitationsschrift widmete sich den Papsturkunden der Prämonstratenserstifte in Franken (Oberzell, Gerlachsheim, Schäftersheim, Veßra, Michelfeld im Bistum Würzburg, Frauenbreitungen im Erzbistum Mainz) und Schwaben (Rot an der Rot, Weißenau, Marchtal, Adelberg, Schussenried im Bistum Konstanz, Ursberg und Roggenburg im Bistum Augsburg) von ihren Anfängen bis zum Ausbruch des Großen Schismas im Jahr 1378. Bei der Analyse der überlieferten Papsturkunden befragt Petersen systematisch „Motiv und Anlass der Impetrierung“ sowie deren „Inhalt und Wirkung für das betreffende Stift“. Petersen fragt nach jenen Phasen „signifikanter Nähe oder Ferne zur päpstlichen Kurie“. Er machte drei Phasen aus, sich an die Kurie um eine Papsturkunde zu wenden. Bis 1159 war der Anlass dafür „durchweg die Sorge um die Rechtssicherung in Zeiten der Ordensbildung“. In der zweiten Phase lag die zentrale Motivation „in der detaillierten Zusammenstellung der stiftischen Besitztitel“. In der dritten Phase (ab Ende 12./Anfang 13. Jahrhundert) wandten sich die Stifte vor allem „zur Besitz- und Rechtswahrung in konkreten Problemsituationen“ an die Kurie. Petersen kommt zum Fazit, dass ordensinterne Netzwerke schwäbischer und fränkischer Prämonstratenser kaum eine Rolle beim Erwerb von Papsturkunden spielten. Die Prämonstratenser haben anders als die Zisterzienser und der Deutsche Orden nach Ausweis der erhaltenen Papsturkunden süddeutscher Stifte nicht über einen eigenen Ordensprokurator verfügt. Selbst ein Prokurator, dessen Dienste bevorzugt in Anspruch genommen wurden, fehlte. Die Prämonstratenserstifte „traten an der Kurie eher als autonome Institutionen auf“. Der Anhang der Arbeit liefert die „Regesten der Papsturkunden für fränkische und schwäbische Prämonstratenserstifte bis 1378“ (S. 359–637 in chronologischer Anordnung). Die Arbeit wurde als wichtiger Beitrag zur Prämonstratenserforschung gewürdigt.
Petersen befasste sich auch mit den spärlichen Informationen über das Leben der Heiligen Walburga. Das bisher angenommene Todesdatum 779 hält er als zu früh angesetzt, da Hugeburcs Doppelvita wenig später abgefasst wurde und nichts über den Tod der Äbtissin daraus hervorgeht. Walburga sei vielmehr während des Pontifikats Gerhohs von Eichstätt (787/88–806?) gestorben. Er bearbeitet für die MGH ein „Glossar zur längeren Lehnrechtsglosse – Wörterbuch zur frühneuhochdeutschen Rechtssprache“ (= MGH Fontes iuris Germanici antiqui, Nova Series. Bd. 11) sowie die Urkunden Kaiser Heinrichs V. und der Königin Mathilde (= MGH Diplomata regum et imperatorum. Bd. 7), für die Germania Sacra die Hildesheimer Bischöfe von 1398 bis 1504 sowie das Urkundenbuch der Stadt Dresden, Teil 1: Die Urkunden der Dresdner und Altdresdner Pfarrkirchen bis 1539 (= Codex diplomaticus Saxoniae Regiae. Bd. II, 23) und das Urkundenbuch des Prämonstratenserstifts Windberg.

## Schriften (Auswahl)
Monographien
- Benefizientaxierungen an der Peripherie. Pfarrorganisation – Pfründeneinkommen – Klerikerbildung im Bistum Ratzeburg (= Veröffentlichungen des Max-Planck-Instituts für Geschichte. Bd. 166 = Studien zur Germania Sacra. Bd. 23). Vandenhoeck & Ruprecht, Göttingen 2001, ISBN 3-525-35312-X.
- Prämonstratensische Wege nach Rom. Die Papsturkunden der fränkischen und schwäbischen Stifte bis 1378 (= Studien und Vorarbeiten zur Germania Pontificia. Bd. 10). Böhlau, Köln u. a. 2015, ISBN 3-412-22527-4.

Herausgeberschaften
- Franz Fuchs, Stefan Petersen, Ulrich Wagner, Walter Ziegler (Hrsg.): Lorenz Fries und sein Werk. Bilanz und Einordnung (= Veröffentlichungen des Stadtarchivs Würzburg. Bd. 19). Schöningh, Würzburg 2014, ISBN 978-3-87717-852-2.